# Transpiration
Als Transpiration (IPA: [tʁanspiʁaˈt͡si̯oːn], anhörenⓘ) wird in der Botanik die Verdunstung von Wasser über die Blätter der Pflanzen, vor allem über deren regulierbare Spaltöffnungen (Stomata, daher „stomatäre Transpiration“), aber auch über deren übrige Außenhaut (Cuticula, daher „cuticuläre Transpiration“), beschrieben.
Die Menge des transpirierten Wassers über einen bestimmten Zeitraum hinweg ist die Transpirationsrate.

## Stomatäre Transpiration
Bei Pflanzen wird das Wasser im Allgemeinen durch spezielle regulierbare Öffnungen, die Spaltöffnungen, abgegeben, wobei das Ausmaß der Wasserabgabe bei unterschiedlichen Pflanzenarten um mehr als zwei Größenordnungen variieren kann und abhängig vom jeweiligen Standort der Pflanzen ist.
Die sogenannten Spaltöffnungen bestehen aus zwei Schließzellen, die mit Chloroplasten versehen sind. Die Steuerung der Spaltöffnungen (Stomata) wird durch den Turgor (Druck der Zelle) reguliert.
Dabei ist diese Regulierung besonders wichtig, da die Pflanze ansonsten zu viel Wasser verlieren und somit vertrocknen würde. In warmen Regionen gibt es besondere Anpassungen für die Transpiration der Pflanzen, denn dort steht die Pflanze immer vor dem Problem, dass sie auf der einen Seite durch die Spaltöffnungen CO2 aufnehmen muss, aber dadurch auch wieder Wasser verliert. Um dieses Problem zu vermindern, haben viele Pflanzen eingesenkte Spaltöffnungen mit speziellen Härchen.

## Cuticuläre Transpiration
Hier findet die Transpiration über die gesamte Cuticula der Blattoberfläche statt. Sie ist aber im Gegensatz zur stomatären Transpiration von geringer Bedeutung. Jedoch ist sie von der Pflanze nicht steuerbar, wodurch sie lediglich von der Cuticuladicke abhängig ist. Je dicker die Wachsschicht ist, desto weniger Wasser transpiriert ungewollt pro Zeitspanne.
Nach einer schon im 19. Jahrhundert durch den Pflanzenphysiologen Joseph Anton Böhm (1831–1893) vertretenen Hypothese – der Kohäsionstheorie des Wassertransports – ist die Transpiration mit dafür verantwortlich, dass sich als Folge des Wasserverlusts im Xylem der Pflanzen als Folge von Kohäsionskräften ein Unterdruck in den Blättern entwickelt, der für den Wasser- und Nährstofftransport aus dem Wurzelsystem bis in die Blätter verantwortlich ist. 
Siehe auch: Photosynthese – Osmose – Diffusion

## Faktoren der Transpiration

### Physiologische Faktoren
- C3-Pflanzen
- C4-Pflanzen
- CAM-Pflanzen

### Umweltfaktoren
- Atmosphärische Feuchte

Mit dem Anstieg des Wassergehalts in der Luft verringert sich die Differenz des Wasserpotentials. Das Blatt hat den Wert von −15.000 hPa, die Luft bei einer relativen Luftfeuchte von 50 % von ca. −1.000.000 hPa; bei einer relativen Luftfeuchte von 90 % sind es nur noch −130.000 hPa. Da Wasser immer zum negativeren Potential strömt, ist die Kraft bei trockener Luft viel höher.
- Windgeschwindigkeit

Bei einer erhöhten Windgeschwindigkeit erfolgt ein schneller Abtransport des Wasserdampfes, so dass das Wasserpotential immer hoch ist. Bei stehender Luft hingegen kann sich um die Stomata eine wassergesättigte Atmosphäre bilden und somit die Potentialdifferenz sinken.
Durch versenkte Stomataöffnungen ins Blattinnere oder/und feine Härchen (Trichome), die mittels des Effekts der hydrodynamischen Grenzschicht die Luftfeuchtigkeit in der Nähe der Stomata nahe der Sättigung hält, wird die Transpirationsrate gesenkt.
- Lichtintensität

Da bei erhöhtem Licht die Photosyntheserate steigt, steigt der CO2-Bedarf in der Pflanze. Dieser wird durch das Öffnen der Stomata gedeckt, da nun CO2 in das Blattinnere strömen kann.
- Temperatur

Um eine Überhitzung bei hohen Temperaturen und somit eine Degeneration der Zellbestandteile zu verhindern, nutzt die Pflanze die Verdunstungskälte. Mit steigender Temperatur nimmt aber die aufgenommene Wärmemenge eines verdunstenden Wassermoleküls ab. Die Pflanze muss also mehr Wasser verdunsten, um ihre Temperatur zu halten. Ein weiterer Schutzmechanismus vor Überhitzung ist eine das Sonnenlicht reflektierende Wachsschicht (Cuticula).
- Wasserverfügbarkeit

Kann die Pflanze nicht mehr genügend Wasser aus dem Boden aufnehmen, wird der Transpirationssog unterbrochen und die Pflanze vertrocknet.

### Managementfaktoren
- Pflanzendichte

Viele Pflanzen müssen sich das gleiche Wasser teilen. Außerdem steigt die Krankheitsanfälligkeit.
- Nährstoffmangel

Besonders Kalium, das für den Schließmechanismus der Stomata essentiell ist.
- verfestigter Boden

verringert die Wasserverfügbarkeit.